# Sandrine Levet
Sandrine Levet (22 de julio de 1982) es una deportista francesa que compitió en escalada, especialista en las pruebas de dificultad y bloques.
Ganó tres medallas en el Campeonato Mundial de Escalada, en los años 2001 y 2003, y tres medallas en el Campeonato Europeo de Escalada, en los años 2002 y 2006.

## Palmarés internacional
| Campeonato Mundial | Campeonato Mundial    | Campeonato Mundial | Campeonato Mundial |
| Año                | Lugar                 | Medalla            | Prueba             |
| ------------------ | --------------------- | ------------------ | ------------------ |
| 2001               | Winterthur (Suiza)    | Medalla de plata   | Bloques            |
| 2003               | Chamonix (Francia)    | Medalla de oro     | Bloques            |
| 2003               | Chamonix (Francia)    | Medalla de bronce  | Dificultad         |
| Campeonato Europeo |                       |                    |                    |
| Año                | Lugar                 | Medalla            | Prueba             |
| 2002               | Chamonix (Francia)    | Medalla de oro     | Bloques            |
| 2002               | Chamonix (Francia)    | Medalla de bronce  | Dificultad         |
| 2006               | Ekaterimburgo (Rusia) | Medalla de plata   | Dificultad         |